# The Cross of Lorraine
The Cross of Lorraine is een Amerikaanse oorlogsfilm uit 1943 onder regie van Tay Garnett.

## Verhaal
Een groep Franse soldaten wordt tijdens de Tweede Wereldoorlog gevangengenomen door de nazi's en naar een werkkamp gestuurd onder het commando van sergeant Berger. Ze kunnen ontsnappen en verschuilen zich in een naburig dorp. Daar kunnen ze de inwoners opruien tegen de Duitsers.

## Rolverdeling
| Acteur             | Personage         |
| ------------------ | ----------------- |
| Jean-Pierre Aumont | Paul              |
| Gene Kelly         | Victor            |
| Cedric Hardwicke   | Pastoor Sebastian |
| Richard Whorf      | François          |
| Joseph Calleia     | Rodriguez         |
| Peter Lorre        | Sergeant Berger   |
| Hume Cronyn        | Duval             |
| William Roy        | Louis             |
| Tonio Selwart      | Majoor Bruhl      |
| Jack Lambert       | Jacques           |
| Wallace Ford       | Pierre            |
| Donald Curtis      | Marcel            |
| Jack Edwards jr.   | René              |
| Richard Ryen       | Luitenant Schmidt |
| Frederick Giermann | Korporaal Daxer   |